# Mất năm 2011
Dưới đây là danh sách những nhân vật đáng chú ý mất trong năm 2011.
Các mục được liệt kê theo ngày. Một mục điển hình sẽ liệt kê các thông tin theo cấu trúc sau:
- Tên, tuổi, nghề nghiệp và quốc tịch, nguyên nhân cái chết, chú thích (và ngôn ngữ dùng trong chú thích, nếu khác tiếng Việt và tiếng Anh).